# Cuesta Blanca
Cuesta Blanca é uma comuna da província de Córdoba, na Argentina.